# Валевачев, Степан Прокопьевич
Степан Прокопьевич Валевачев (1842—1913) — русский артиллерист, военный педагог, генерал от артиллерии. Начальник Офицерской артиллерийской школы
(1892—1899), Михайловского артиллерийского училища (1899—1900) и Михайловской артиллерийской академии (1900—1903).

## Биография
Родился 13 декабря 1842 года в Петербурге.
В службу вступил в 1857 году. В 1860 году после окончания Михайловского артиллерийского училища был произведён в прапорщики, в 1861 году в подпоручики. В 1862 году окончил Михайловской артиллерийской академии.
В 1863 году произведён в поручики, и с этого же года по 1864 год был участником подавления Польского мятежа.
В 1867 году произведён в штабс-капитаны, в 1871 году в капитаны. В 1877 году был произведён в подполковники с назначением командиром 1-й батареи 3-й артиллерийской бригады, участник Русско-турецкой войны, при взятии Карса получил тяжёлое ранение. В 1879 году был прикомандирован к оружейному отделу Артиллерийского комитета. С 1880 по 1881 год  преподавал в Офицерской школе стрельбы. С 1881 по 1882 год командовал 5-й батареей 30-й артиллерийской бригады. С 1882 по 1886 год командовал пешей батареей в Офицерской артиллерийской школе. В 1883 году был произведён в полковники.
С 1886 по 1892 год был начальником окружного артиллерийского полигона Петербургского военного округа. С 1892 по 1899 год являлся начальником Офицерской артиллерийской школы, одновременно являлся председателем Комиссии по перевооружению полевой артиллерии. В 1893 году был произведён в генерал-майоры. С 1899 по 1900 год являлся начальником Михайловского артиллерийского училища. С 1900 по 1903 год являлся начальником Михайловской артиллерийской академии и училища. По воспоминаниям профессора академии В. Н. Ипатьева, офицеры были рады назначению Валевачева в качестве начальника академии, так как считали его достойной кандидатурой, однако из-за его перегруженности работой в комиссии по перевооружению он был далёк от жизни академии. В 1901 году произведён в генерал-лейтенанты. С 1903 по 1906 год — почётный член  Конференции Михайловской артиллерийской академии и совещательный член Артиллерийского комитета при Главном артиллерийском управлении. 10 мая 1906 года был произведён в генералы от артиллерии, с увольнением в отставку
Скончался 2 марта 1913 года в Санкт-Петербурге, похоронен на Смоленском православном кладбище.

## Семья
Жена: Евгения Александровна - евангелическо-лютеранского вероисповедания
Дети:
- Александр
- Игорь (род.21.07.1900) - крещен в храме Св. благоверного вел. кн. Александра Невского при Михайловской артиллерийской академии и училище

## Награды
Был удостоен всеми орденами Российской империи вплоть до ордена
Святой Анны 1-й степени. 